# Club Deportivo Arguijón
El Club Deportivo Arguijón es un club de fútbol de la localidad de La Cuesta, en el municipio de San Cristóbal de La Laguna de la isla de Tenerife. Es el club más antiguo del municipio que ha llegado hasta nuestros días y actualmente juega en la Primera Interinsular de Tenerife  contando con poco más de un centenar de socios.

## Historia
El Club Deportivo Arguijón nace en febrero de 1940 por iniciativa del deportista Francisco Ramós Rodríguez. En su primera temporada se proclamó campeón de su grupo y subcampeón de Tenerife de la tercera categoría lo que le permitió alcanzar el nivel superior. Ya en la segunda categoría del fútbol isleño el Arguijón siguió cosechando éxitos en sus inicios. La campaña 1943-44 finaliza con el subcampeonato del grupo capital de segunda categoría y la siguiente conquistaría la Copa Comité así como un nuevo segundo puesto en la liga, encuadrado en esta ocasión en el grupo Laguna-Norte. La 1946-47 repetiría clasificación en este grupo y se haría con la Copa Consolación de su nivel. Finalizaría el siguiente ejercicio de liga como campeón del grupo, alzándose posteriormente con el campeonato provincial de la categoría por primera vez en su historia. Revalidaría estos títulos en la siguiente temporada, repitiendo en la 1949-50 con su tercer entorchado regional consecutivo.
Este club es uno de los históricos del fútbol tinerfeño a pesar de no haber militado nunca en tercera división. En su haber destacan dieciséis títulos oficiales en tercera regional y once en segunda regional, categoría de la que se proclamó campeón de Canarias. Este éxito lo lograría en la temporada 1978-79 tras vencer en una final a doble partido al Club Deportivo Tamaraceite, primero del grupo de la provincia de Las Palmas. El empate a dos logrado en el Juan Guedes de la capital grancanaria hizo bueno el 2-1 de la ida. El Arguijón puso de esta forma el broche de oro a una temporada en la que el primer puesto en el grupo tinerfeño, que le posibilitó la disputa del título ganado, ya tenía como premio el ascenso de categoría.
En la temporada 2010-11 logró retornar a la categoría de Preferente, veinte años después, tras superar una eliminatoria de ascenso ante el Club Deportivo Esperanza por un global de 6-3. Cuatro cursos futbolísticos más tarde no puede evitar el descenso retornando así a la Primera Interinsular. 
Encuadrado en el grupo I la temporada 2017-18 comienza con el objetivo de lograr la permanencia; pero el club, dirigido desde el banquillo por Tato García, sorprende y acaba como subcampeón y con opciones hasta la última jornada de arrebatar el primer puesto a la Asociación Deportiva Añaza, equipo que logra el campeonato del grupo y el ascenso directo. El Argujón pasaba a disputar las eliminatorias de ascenso debiendo superar dos a ida y vuelta para alcanzar el nivel superior. Debido a su posición en liga el rival en la primera de ellas sería el Club Deportivo Laguna que había acabado quinto del grupo II, última posición que daba derecho a lugar por subir. Durante los 180 minutos reglamentarios, primero en el estadio Francisco Peraza y luego en el Chano Hernández el marcador no se movería. El pase al correspondiente final por el ascenso se decidiría en una tanda de penaltis en las que el conjunto de La Cuesta fue mejor gracias a que su portero detuvo cuatro, imponiéndose el Arguijón por dos lanzamientos a cero. Se enfentraría en la eliminatoria final al Club Deportivo San Andrés, tercero del grupo segundo, que venía de eliminar al Añime Cuesta Piedra en su semifinal. Tras el cero a cero acontecido en la ida en el barrio pesquero el ascenso se decidiría el 8 de junio, día en el que se disputaba la vuelta en el Chano Hernández. Tardarían en llegar los goles en este encuentro pero finalmente los locales vencieron por 2-0. El Club Deportivo Arguijón volvía a la Preferente.
Para la temporada 2018-19 el club, carente de una estructura de base, firma un convenio de colaboración con el Atlético Rocío pasando este último a actuar como su filial.
Su sede se encuentra en la carretera La Cuesta-Taco junto al cruce con la carretera general Santa Cruz-Laguna, vía en donde se ubicaba su antigua casa derribada el 29 de octubre de 2004.
Ocupaba la quinta plaza cuando en marzo de 2020 y con veintidós jornadas disputadas la competición hubo de suspenderse debido a la pandemia por coronavirus. En junio la Federación Tinerfeña anunció que los primeros cinco clasificados de los dos grupos de la categoría ascendían a Preferente, volviendo así el Aguijón al máximo nivel regional. Durante el verano anunció un convenio de filialidad con la Asociación Juvenil Unión la Paz, histórica entidad dedicada al fútbol base del mismo barrio fundada en 1949.

## Estadio
Actualmente el Arquijón disputa sus partidos como local en el campo municipal Sebastián Hernández Brito, también conocido como municipal de Ofra.
El Club Deportivo Arguijón comienza jugando en el campo del Acuartelamiento de Ingenieros aunque durante la mayor parte de su historia el campo de tierra de El Charcón sería su casa. Este recinto ubicado en la zona alta de La Cuesta lo compartía con, entre otros, el Club Deportivo Arenas, equipo con el que mantuvo una fuerte rivalidad.

## Todas la Temporadas

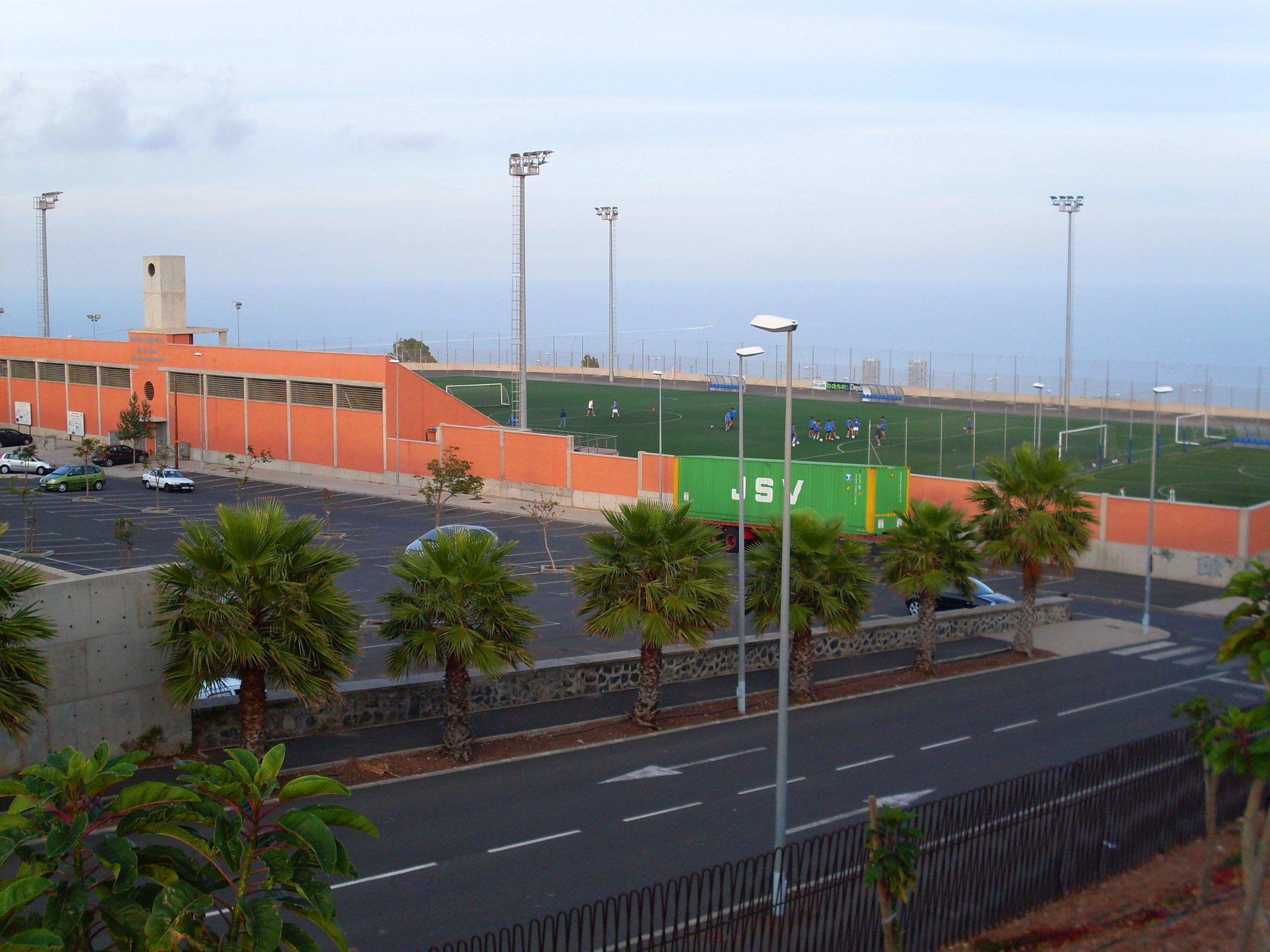
Campo municipal Sebastián Hernández Brito

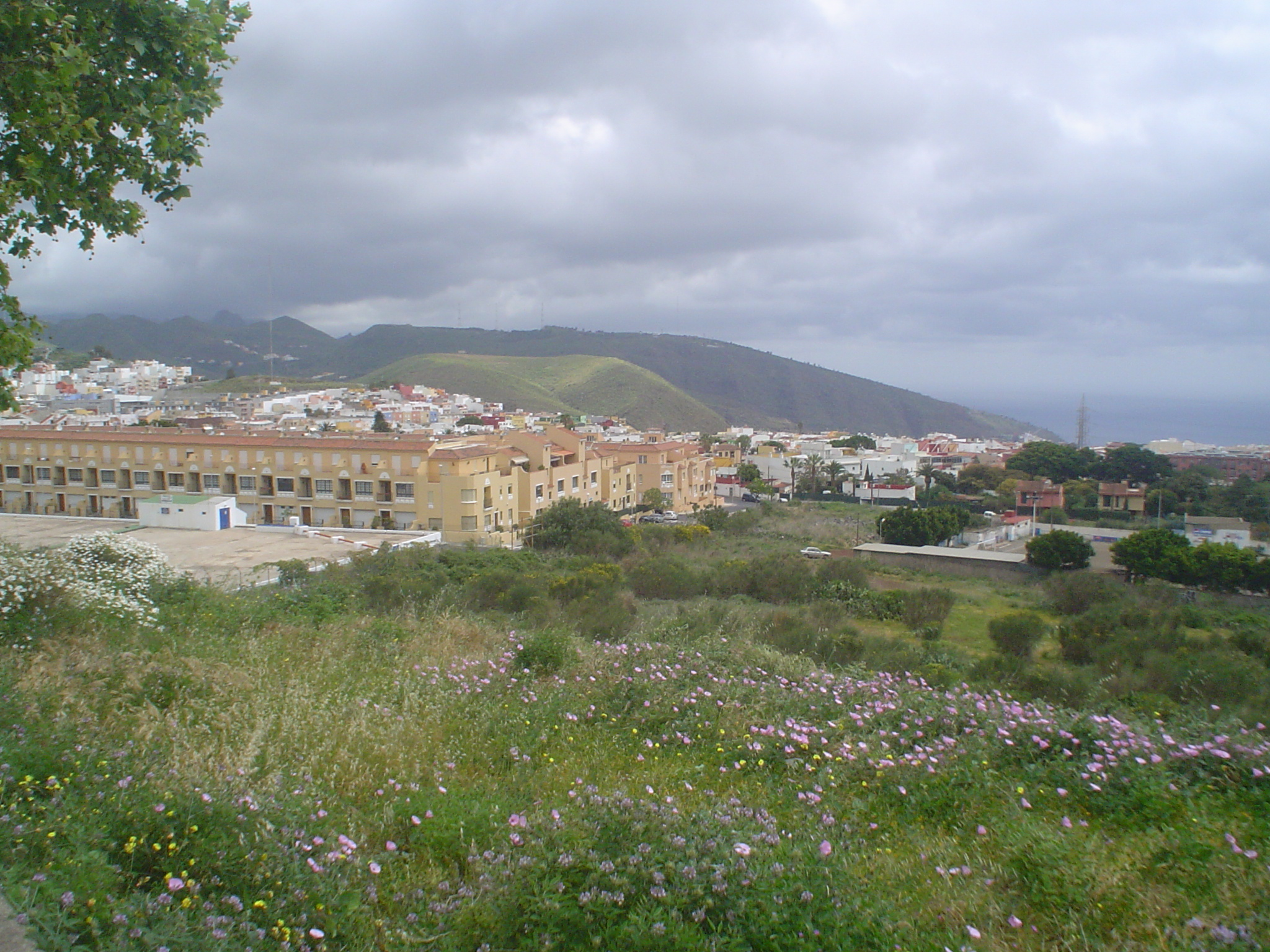
A la derecha el Campo de El Charcón, históricamente la casa del Arguijón.

| Temporada | División               | Posición | Copa del Rey |
| --------- | ---------------------- | -------- | ------------ |
| 1945-46   | 2.ª Regional           | 2°       |              |
| 1946-47   | 2.ª Regional           | 2°       |              |
| 1947-48   | 2.ª categoría          | 1°       |              |
| 1948-49   | 2.ª Regional           | 1°       |              |
| 1949-50   | 2.ª Regional           | 7°       |              |
| 1950-51   | 2.ª Regional           | 10°      |              |
| 1951-52   | 2.ª Regional           | 3°       |              |
| 1952-53   | 2.ª Regional           | 1°       |              |
| 1953-54   | 2.ª Regional           | 1°       |              |
| 1954-55   | 2.ª Regional           | 6°       |              |
| 1955-56   | 2.ª categoría          | 1º       |              |
| 1956-57   | 1.ª categoría          | 9.º      |              |
| 1957-58   | 2.ª categoría          | 5°       |              |
| 1958-59   | 2.ª categoría          | 2°       |              |
| 1959-60   | 2.ª categoría          | 3°       |              |
| 1960-61   | 2.ª categoría          | 3°       |              |
| 1961-62   | 2.ª categoría          | 7.º      |              |
| 1962-63   | 2.ª categoría          | 2.º      |              |
| 1963-64   | 2.ª categoría          | 1º       |              |
| 1964-65   | 1.ª categoría          | 13.º     |              |
| 1965-66   | 1.ª categoría          | 13.º     |              |
| 1966-67   | 1.ª categoría          | 14.º     |              |
| 1967-68   | 2.ª categoría Grupo II | 3.º      |              |
| 1968-69   | 2.ª categoría Grupo I  | 9.º      |              |
| 1969-70   | 2.ª categoría Grupo II | 8.º      |              |
| 1970-71   | 2.ª categoría Grupo I  | 13.º     |              |
| 1972-73   | 3.ª categoría          | 1º       |              |
| 1976-77   | 2.ª categoría          | 12.º     |              |
| 1977-78   | 2.ª categoría          | 5.º      |              |
| 1978-79   | 2.ª categoría          | 1º       |              |
| 1979-80   | 1.ª categoría          | 2.º      |              |
| 1980-81   | Preferente             | 15.º     |              |
| 1981-82   | 1.ª Regional           | 8.º      |              |
| 1982-83   | 1.ª Regional           | 11.º     |              |
| 1983-84   | 2.ª Regional           | 4°       |              |
| 1984-85   | 2.ª Regional           | 8°       |              |
| 1985-86   | 2.ª Regional           | 3°       |              |
| 1986-87   | 2.ª Regional Grupo II  | 6.º      |              |
| 1987-88   | 2.ª Regional           | 5°       |              |
| 1988-89   | 1.ª Regional           | 3.º      |              |
| 1989-90   | Preferente             | 6.º      |              |
| 1990-91   | Preferente             | 12.º     |              |
| 1991-92   | Preferente             | 16.º     |              |
| 1992-93   | 1.ª Regional           | 6º       |              |
| 1993-94   | 1.ª Regional           | 3.º      |              |
| 1994-95   | 1.ª Regional           | 13.º     |              |
| 1995-96   | 2.ª Regional           | 4.º      |              |
| 1996-97   | 1.ª Regional           | 8.º      |              |
| 1997-98   | 1.ª Regional           | 15.º     |              |
| 1998-99   | 2.ª Regional           | 9.º      |              |
| 1999-00   | 2.ª Regional           | 1º       |              |

| Temporada | División     | Posición | Copa del Rey |
| --------- | ------------ | -------- | ------------ |
| 2000-01   | 1.ª Regional | 13.º     |              |
| 2001-02   | 1.ª Regional | 6.º      |              |
| 2002-03   | 1.ª Regional | 11.º     |              |
| 2003-04   | 1.ª Regional | 5.º      |              |
| 2004-05   | 1.ª Regional | 15.º     |              |
| 2005-06   | 1.ª Regional | 16.º     |              |
| 2006/07   | 2.ª Regional | 2.º      |              |
| 2007-08   | 1.ª Regional | 12.º     |              |
| 2008-09   | 1.ª Regional | 4.º      |              |
| 2009-10   | 1.ª Regional | 5.º      |              |
| 2010-11   | 1.ª Regional | 1.º      |              |
| 2011-12   | Preferente   | 15.º     |              |
| 2012-13   | Preferente   | 12.º     |              |
| 2013-14   | Preferente   | 11.º     |              |
| 2014-15   | Preferente   | 18.º     |              |
| 2015-16   | 1.ª Regional | 6.º      |              |
| 2016-17   | 1.ª Regional | 13.º     |              |
| 2017-18   | 1.ª Regional | 2.º      |              |
| 2018-19   | Preferente   | 17.º     |              |
| 2019-20   | 1.ª Regional | 5.º      |              |
| 2020-21   | Preferente   | 2.º      |              |
| 2021-22   | Preferente   | 13.º     |              |
| 2022-23   | 1.ª Regional | 16.º     |              |
| 2022-23   | 1.ª Regional | -        |              |

## Datos del Club
- Temporadas en Preferente: 11
- Temporadas en Primera Regional: 23
- Temporadas en Segunda Regional: 35

### Palmarés
- Primera regional (1): 2010-11
- Campeón de Canarias de segunda categoría (1): 1978-79
- Segunda categoría de Tenerife (8): 1947-48, 1948-49, 1949-50, 1952-53, 1953-54, 1955-56, 1978-79, 1999-00
- Copa Consolación de segunda categoría (1): 1946-47.